# Torre della KMOS-TV
La torre della KMOS-TV (conosciuta anche come Rohn Tower) è un trasmettitore della emittente americana KNOS, situata nella città americana di Syracuse, Missouri.
Costruita tra il 2001 ed il 2002 nell'ambito della costruzione di un nuovo impianto dell'emittente, è stata inaugurata il 24 aprile 2003.
Ha un peso di oltre 450 tonnellate, è tenuta insieme da 18.000 bulloni, e con i suoi 609 metri di altezza è la costruzione più alta dello stato del Missouri, ed è considerabile come una delle strutture più alte del mondo.
La larghezza della torre è di 3 metri, sia la torre che i cavi di sostegno sono in acciaio.